# Psautier d'Oswald
Ne doit pas être confondu avec Psautier de Ramsey.
Le psautier d'Oswald appelé aussi psautier de Ramsey est un psautier enluminé réalisé dans le dernier quart du Xe siècle en Angleterre. Sans doute exécuté à Winchester, il a appartenu à l'abbaye de Ramsey (Cambridgeshire) et peut-être à son fondateur, dont il tire son nom, Oswald de Worcester. Le manuscrit est conservé à la British Library (Harley 2904). 

## Historique
Le manuscrit a sans doute été exécuté au scriptorium de Winchester : le style de se décoration le rapproche de plusieurs manuscrits produits sur place à cette même époque. Le copiste est sans doute le même que pour un manuscrit actuellement conservé au Sidney Sussex College de Cambridge (Ms.100) qui vient lui aussi sans doute de Winchester. Les litanies contiennent à trois reprises une invocation à Benoît de Nursie, or seule l'abbaye de Ramsey à l'époque est dédiée à ce saint. Le manuscrit a sans doute été réalisé pour cette abbaye et plus précisément pour son abbé fondateur, Oswald de Worcester. Au XIVe siècle, le manuscrit est signalé dans le catalogue de la bibliothèque de l'abbaye sous le nom de « Psautier de saint Oswald ». Son nom est inscrit sur le livre au folio 214v au cours du XVIe siècle. 
Le manuscrit appartient à la collection Harley qui est acquise par la nation anglaise en 1753 pour former le fonds originel du British Museum. Il est actuellement conservé à la British Library. 

## Description

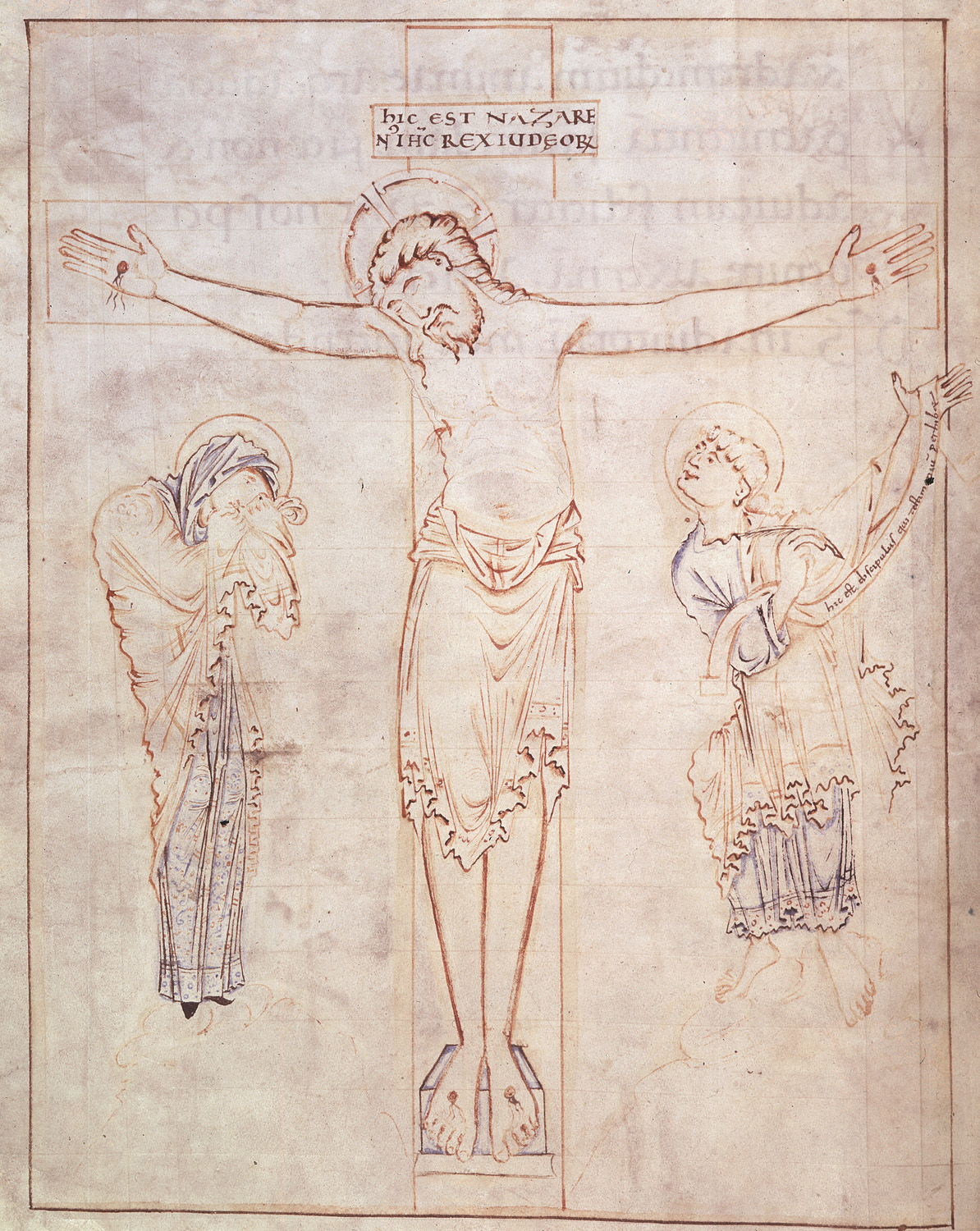
Crucifixion, f.3v.

Le manuscrit contient, outre trois prières initiales (f.1-3), le psautier sous sa forme gallicane (f.4-208), suivi de litanies (f.209-211) et de prières (f.211-214). Il est décoré de lettrines ornées de couleurs et d'or. Les lettrines des psaumes 1 (f.4) et 101 (f.125) occupent avec un incipit orné la totalité de la page. De petites lettrines dorées ornent le début de chaque verset. 
Au folio 3 verso, se trouve la miniature occupant une pleine page représentant la crucifixion et dessiné à la plume. L'auteur de ce dessin est un artiste itinérant ayant sans doute voyagé sur le continent car on retrouve sa main dans des manuscrits de l'abbaye de Fleury (BL, Harley 2506 et BM d'Orléans, Ms.175) ainsi que de l'abbaye Saint-Bertin (BM de Boulogne-sur-Mer, Ms.11) ainsi que l'évangéliaire d'Anhalt (Pierpont Morgan Library, MS 827).